# Gastromyzon ingeri
Gastromyzon ingeri är en fiskart som beskrevs av Tan 2006. Gastromyzon ingeri ingår i släktet Gastromyzon och familjen grönlingsfiskar. Inga underarter finns listade i Catalogue of Life.